# 国际橡塑展
「CHINAPLAS 國際橡塑展」始於1983年，至今已發展成為亞洲最具規模之橡塑業展會，業內人士更公認其影響力僅次於德國“K展”，成為橡塑業的全球最頂尖的展會之一。
「CHINAPLAS 國際橡塑展」自2006年起成為全球展覽業協會(UFI) 認可的塑料橡膠工業展。
自1987年開始，「CHINAPLAS 國際橡塑展」已獲歐洲塑料和橡膠工業機械製造商協會(EUROMAP)支持，列為支持展會。「CHINAPLAS 2026 國際橡塑展」將是連續第35次榮獲EUROMAP獨家贊助的中國橡塑展覽會。

### 即將舉辦的CHINAPLAS 2026
日期：2026年4月21日至24日
地點：中国·上海國家會展中心（虹橋） 

### 過去舉辦的CHINAPLAS 2025
日期：2025年4月15日至18日
地點：中國·深圳國際會展中心（寶安）
展覽規模
- 展會面積：380,000 平方米
- 國際展商數目：4,500家
- 原料供應商數目：1,600+
- 9個國家及地區展團：奧地利、法國、德國、意大利、日本、瑞士、英國、美國、台灣地區（中國）
- 17個產品展區

機械展品
- 3D技術專區
- 輔助設備及測試儀器專區
- 擠出機械專區
- 薄膜技術專區
- 注塑成型方案專區
- 注塑成型及智能製造方案專區
- 塑料包裝機械專區
- 回收再生科技專區
- 橡膠機械專區

原材料展示
- 添加剂专区
- 添加劑專區
- 生物塑料專區
- 化工及原材料專區
- 顏料及色母專區
- 複合及特種材料專區
- 再生塑料專區
- 熱塑性彈性體及橡膠專區

創新科技制品專區

### 過去舉辦的CHINAPLAS 2024
日期：2024年4月23日至26日
地點：中國·深圳國際會展中心（寶安）
展覽規模
- 展會面積：383,000 平方米
- 國際展商數目：4,495家
- 原料供應商數目：1,500+
- 9個國家及地區展團：奧地利、法國、德國、意大利、日本、瑞士、英國、美國、台灣地區（中國）
- 17個產品展區
- 觀眾總人數：321,879

## 外部連結
資料來源：http://www.ChinaplasOnline.com（页面存档备份，存于）